# Aischa bint Abi Bakr

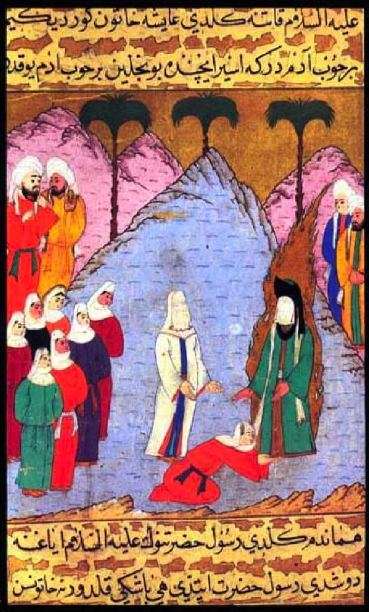
Mohammed und Aischa.
Miniatur aus dem Siyer-i Nebi, 1388

Aischa bint Abi Bakr (arabisch عائشة بنت أَبي بكر, DMG ʿĀʾiša bint Abī Bakr; * 613 oder 614; † 678 in Medina) war die dritte und jüngste der zehn Frauen des islamischen Propheten Mohammed. Sie war die Tochter des Geschäftsmanns und späteren Kalifen Abu Bakr und seiner Frau Umm Ruman. Abu Bakr stammte wie Mohammed aus dem damals vorherrschenden Stamm der Quraisch. In islamischen Schriften wird ihr Name oft mit dem Zusatz „Mutter der Gläubigen“ (arabisch أمّ المؤمنين, DMG umm al-muʾminīn) erwähnt.  Sie ist als Mohammeds Lieblingsfrau bekannt geworden.

## Die Überlieferung über ihr Leben

### Eheschließung mit Mohammed
Im islamischen Schrifttum wird Aischas Alter bei der Eheschließung mehrheitlich mit sechs bzw. sieben Jahren, beim Vollzug der Ehe mit neun bzw. zehn Jahren verzeichnet. Der Historiker Muhammad ibn Saʿd († 845 in Bagdad) überliefert in seinem Klassenbuch die eigene Aussage von Aischa, die gesagt haben soll:

„Der Gesandte Gottes heiratete mich im Monat Schawwal im zehnten Jahr der Prophetie, drei Jahre vor der Auswanderung, als ich sechs Jahre alt war. Der Gesandte Gottes wanderte aus und kam in Medina am Montag, den 12. Rabīʿ al-awwal, an und veranstaltete mit mir die Hochzeit im Monat Schawwal, acht Monate nach seinem Auszug. Die Ehe vollzog er mit mir, als ich neun Jahre alt war.“

Asma Afsaruddin macht in diesem Zusammenhang auf den Umstand aufmerksam, dass nach den Angaben im biographischen Lexikon Ibn Challikāns Aischa zum Zeitpunkt der Ehe neun und beim Vollzug der Ehe zwölf Jahre alt war. Diese Darstellung wird auch durch einen Bericht in Ibn Saʿds Klassenbuch gestützt. Ferner vermerkt sie, dass Kinderehen im Zeitalter Mohammeds nicht unüblich waren. Die Ehe zwischen Mohammed und Aischa stellte insbesondere einen (politischen) Bund mit Aischas Vater Abu Bakr dar.
Denise Spellberg verweist auf die Bedeutung ihres frühen Heiratsalters und ihrer somit unumstrittenen Jungfräulichkeit als eine von mehreren Attributen, die sie in der (sunnitisch-)islamischen Historiographie in ihrer Position als Gattin des Propheten gegenüber seinen restlichen Ehefrauen hervorhebt und dadurch auch die Stellung ihres Vaters als erster Kalif befestigt: „All diese genauen Bezugnahmen auf das Alter der Braut untermauern Aischas vorpubertären Zustand [zum Zeitpunkt der Eheschließung] und somit implizit ihre Jungfräulichkeit. Sie erklären auch die sich unterscheidenden Altersangaben in den geschichtlichen Aufzeichnungen.“

### Der „Verleumdungsbericht“
Breiten Raum in der arabischen Überlieferung über Aischa nimmt der sogenannte „Verleumdungsbericht“ (Chabar al-ifk oder Hadīth al-ifk) ein. Demnach wurde Aischa der Unzucht beschuldigt, jedoch durch eine Offenbarung (Sure 24:11–20) entlastet. Der Bericht liegt in einer großen Anzahl unterschiedlicher Versionen vor.
Gemäß der Version von Ibn Ishāq, in der Aischa selbst als Berichterstatterin auftritt, ist der Ausgangspunkt des Skandals Mohammeds Feldzug gegen die Banū l-Mustaliq, der im Januar 627 stattfand und bei dem ihn Aischa in einer Kamelsänfte begleitete. Als das Heer nach einem nächtlichen Halt in der Nähe von Medina am frühen Morgen im Begriff steht, wieder aufzubrechen, entfernt sich Aischa, um ihr Bedürfnis zu verrichten. Dabei verliert sie ihre Halskette. Die Suche danach hält sie auf. Als sie sie endlich gefunden hat, ist das Heer bereits fortgezogen. Die Träger haben ihre Kamelsänfte aufgeladen, ohne zu bemerken, dass sie leer war. Aischa wird von dem angeblich impotenten, später als Märtyrer gefallenen Zügler Safwān ibn al-Muʿattal entdeckt (Zu dieser Zeit war der Schleier noch keine Vorschrift) und gerettet. Er lädt sie auf sein Kamel und geleitet sie heim, wobei er das Kamel selbst führt. Nach der Ankunft in Medina wird sie der Unzucht verleumdet. Da Aischa nach der Ankunft erkrankt, erfährt sie nichts von der Kampagne gegen sie, nur ist sie über die Gleichgültigkeit Mohammeds ihr gegenüber erstaunt. Auch im Hause ihrer Eltern, in das sie nach ein paar Tagen wechselt, erfährt sie nichts davon. Erst mehr als zwanzig Tage später wird sie von einer Frau beim nächtlichen Abortgang über den Skandal aufgeklärt. Es wird klar, dass neben anderen ʿAbdallāh ibn Ubayy, der Führer der Banu Chazradsch, und Aischas Verwandter Mistah ibn Uthātha hinter der Verleumdungskampagne stecken. Mohammed nimmt in einer Ansprache zu den Anwürfen Stellung und berät sich mit Ali und Usāma ibn Zaid über sein weiteres Vorgehen. Nachdem er bei Aischas Dienerin Barīra Erkundigungen über sie eingezogen hat, sucht er die weinende Aischa auf, die immer noch bei ihren Eltern ist. Auf seine Aufforderung zur Reue beteuert sie ihre Unschuld. Es kommt zur Offenbarung des Koranworts von Sure 24:11-20, in dem Aischas Unschuld bestätigt wird. Der Prophet hält daraufhin eine weitere Chutba, in der er die geoffenbarten Verse rezitiert, und ordnet Körperstrafen für die Verleumder an.

### Aischas Eifersucht
Moderne arabische Werke, die sich mit Aischa beschäftigen, heben vor allem ihre Eifersucht auf die anderen Ehefrauen Mohammeds hervor. Dieses Bild von Aischas Eifersucht knüpft an verschiedene Anekdoten aus der Sīra an, die ebenfalls diesen Aspekt thematisieren. So führt Ibn Ishāq zum Beispiel eine Anekdote an, wonach Aischa kurz vor Mohammeds Tod unter heftigen Kopfschmerzen litt. Mohammed, der ebenfalls Kopfschmerzen hatte, sprach daraufhin zu ihr: „Was würde es dir schaden, wenn du vor mir sterben würdest und ich dich dann in ein Leichentuch hüllte, das Totengebet über dich spräche und dich begrübe?“ Darauf antwortete Aischa: „Bei Gott, mir ist, als sähe ich dich vor mir, wie du nach meinem Begräbnis in mein Zimmer zurückkehrst und dort mit einer deiner Frauen die Hochzeit feierst.“

### Politische Aktivität nach Mohammeds Tod

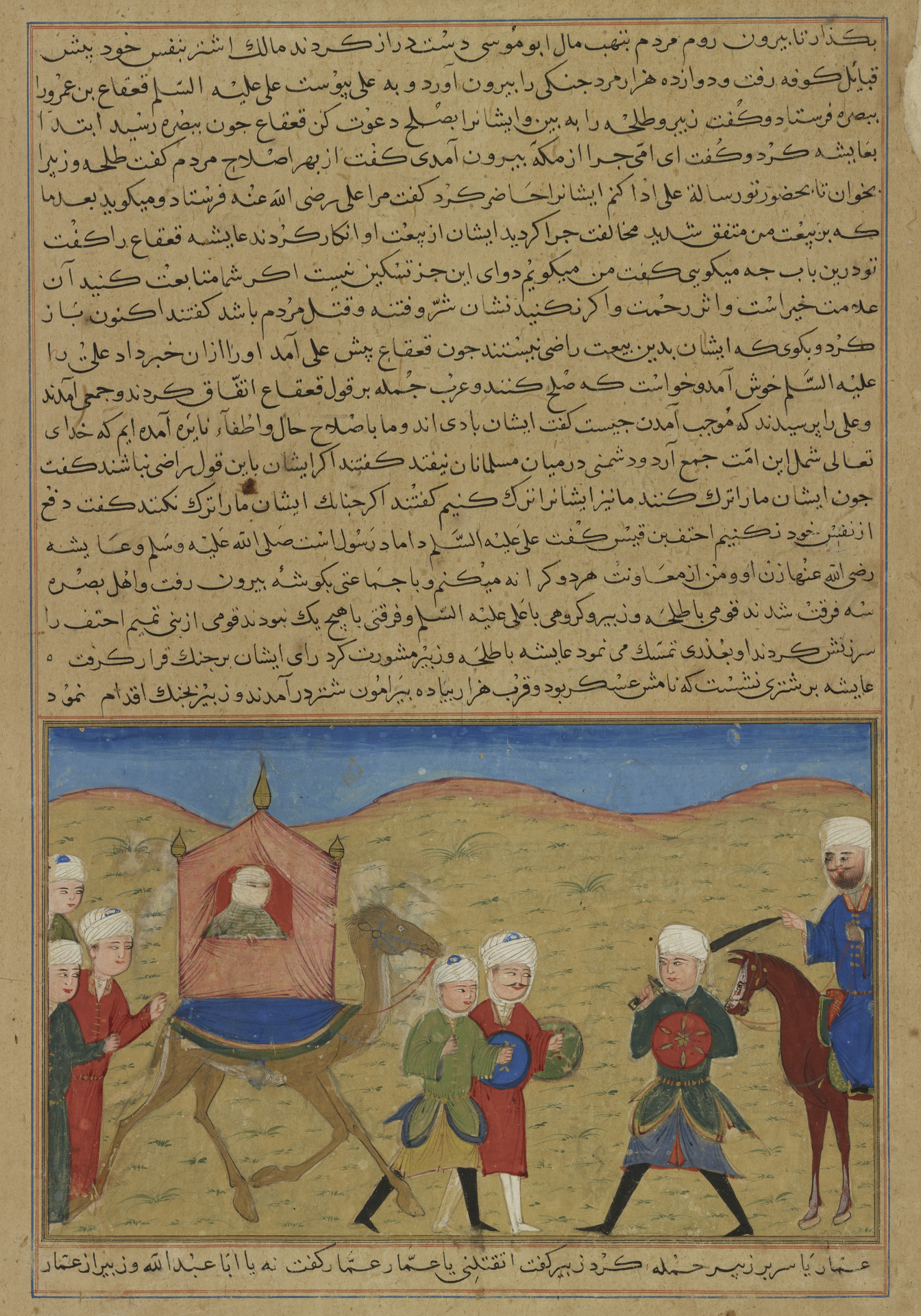
Aischa in der sogenannten Kamelschlacht, Manuskript aus Hafiz-i Abru’s Majma’ al-tawarikh, um 1425

Während der Kalifate ihres Vaters und dessen Nachfolger hatte sich Aischa weitgehend aus der Politik herausgehalten. Erst der wachsenden Rebellion gegen den dritten Kalifen galt ihre Sympathie, und sie unterstützte die Aufrührer. Da sie jedoch genauso gegen ein von Ali geführtes Kalifat war, nutzte sie die Ermordung Uthmans als Mittel gegen Alis Herrschaft. Zusammen mit Talha ibn ʿUbaidallāh und Abdallah ibn az-Zubair, zwei ehemaligen Gefährten Mohammeds, befürwortete sie 656 einen Aufruhr gegen den vierten Kalifen Ali, einen Vetter ihres verstorbenen Mannes. Der Kalif jedoch schlug in der sogenannten „Kamelschlacht“ bei Basra den Aufstand nieder und nahm unter anderem Aischa gefangen. Er begnadigte sie später und ließ sie nach Medina geleiten, wo sie bis zu ihrem Tod im Jahre 678 lebte. Sie soll kurz vor ihrem Tod entschieden haben, neben den anderen Frauen Mohammeds beigesetzt zu werden.

## Aischa als Tradentin
In der Hadith-Literatur erscheint Aischa außerdem als eine bedeutende Übermittlerin religiösen Wissens. Mehr als 1.200 Hadithe werden auf sie zurückgeführt. In vielen Berichten wird beschrieben, wie Aischa Behauptungen anderer Personen über angebliche religiöse Verbote oder Gebote widerlegte, indem sie eine Handlungsweise des Propheten als Gegenargument heranzog.